# Masatoshi Koshiba
Masatoshi Koshiba (小柴 昌俊, Koshiba Masatoshi, né le 19 septembre 1926 à Toyohashi, préfecture d'Aichi au Japon, et mort le 12 novembre 2020) est un physicien japonais. Il est colauréat avec Raymond Davis Jr. d'une moitié du prix Nobel de physique de 2002.

## Biographie
Il est diplômé de l'université de Tokyo en 1951 et a reçu un doctorat. en physique à l'université de Rochester, New York, en 1955. De juillet 1955 à février 1958, il fut chercheur associé au département de physique de l'université de Chicago; De mars 1958 à octobre 1963, il a été professeur agrégé à l'Institut d'études nucléaires de l'université de Tokyo, mais de novembre 1959 à août 1962, il a été nommé agrégé supérieur de recherche à titre de professeur agrégé et de directeur, Laboratoire de physique des hautes énergies et des rayonnements cosmiques, département de physique, université de Chicago. À l'université de Tokyo, il devint professeur associé en mars 1963 puis professeur en mars 1970 au département de physique de la faculté des sciences et professeur émérite en 1987. De 1987 à 1997, Koshiba enseigna à l'université de Tokai. En 2002, il a remporté conjointement le prix Nobel de physique « pour ses contributions pionnières à l'astrophysique, en particulier pour la détection des neutrinos cosmiques ». (Les autres parts du prix de cette année ont été attribuées à Raymond Davis Jr. et Riccardo Giacconi des États-Unis).
Le travail primé de Koshiba s'est centré sur les neutrinos, des particules subatomiques qui avaient longtemps troublé les scientifiques. Depuis les années 1920, on soupçonnait que le Soleil brille à cause des réactions de fusion nucléaire qui transforment l'hydrogène en hélium et libèrent de l'énergie. Plus tard, les calculs théoriques ont indiqué que d'innombrables neutrinos doivent être libérés dans ces réactions et, par conséquent, que la Terre doit être exposée à un flot constant de neutrinos solaires. Parce que les neutrinos interagissent faiblement avec la matière, seulement un sur un millier de milliards (10-12) est arrêté sur son chemin vers la Terre. Les neutrinos ont ainsi acquis une réputation d'indétectable.
Dans les années 1980, Koshiba, s'appuyant sur le travail de Raymond Davis Jr, a construit un détecteur de neutrinos souterrain dans une mine de zinc au Japon. Appelé Kamiokande II, c'était un énorme réservoir d'eau entouré de détecteurs électroniques pour détecter les éclairs de lumière produits lorsque les neutrinos interagissaient avec les noyaux atomiques dans les molécules d'eau. Koshiba a pu confirmer les résultats de Davis, à savoir que le Soleil produit des neutrinos et que l'on a trouvé moins de neutrinos que prévu (déficit connu sous le nom de problème des neutrinos solaires). En 1987, Kamiokande a également détecté des neutrinos provenant d'une explosion de supernova en dehors de la Voie Lactée. Après avoir construit un détecteur plus grand et plus sensible appelé Super-Kamiokande, qui est devenu opérationnel en 1996, Koshiba a trouvé des preuves solides de ce que les scientifiques avaient déjà soupçonné: les neutrinos, dont on connaît trois types, passent d'un type à un autre; cela résout le problème des neutrinos solaires, car les premières expériences ne pouvaient détecter qu'un seul type.
Koshiba est membre du Board of Sponsors du Bulletin of the Atomic Scientists, également membre étranger de l'Académie des Sciences du Bangladesh.

## Prix
- 1987 - Prix Asahi
- 1987 - Prix Nishina
- 1997 - Prix Humboldt
- 2000 - Prix Wolf en physique
- 2002 - Prix Nobel de physique
- 2002 - Prix Panofsky
- 2003 - Médaille Benjamin-Franklin en physique

## Honneurs
- 1985 - Ordre du Mérite de la République fédérale d'Allemagne
- 1997 - Ordre de la culture
- 2002 - Citoyenneté d'honneur de Suginami
- 2002 - Docteur honoris causa de l'université Meiji
- 2003 - Grand Cordon de l'Ordre du Soleil Levant
- 2003 - En commémoration du Prix Nobel de Masatoshi Koshiba, le hall Koshiba a été créé à l'École des sciences de l'université de Tokyo[3].
- 2003 - Citoyenneté d'honneur de Tokyo
- 2003 - Professeur émérite de l'université de Tokyo